# Moledo (Lourinhã)
Moledo é uma povoação portuguesa do Município da Lourinhã que foi sede da extinta Freguesia de Moledo, freguesia que tinha 7,45 km² de área e 472 habitantes (2011), e, por isso, uma densidade populacional de 63,4 hab/km².
Em 2013, a Freguesia de Moledo foi extinta tendo sido agregada à Freguesia de São Bartolomeu dos Galegos para criar a nova União das Freguesias de São Bartolomeu dos Galegos e Moledo.
Nesta localidade esteve situado um palácio onde residiu D.Pedro I com Inês de Castro. O palácio foi entretanto demolido no século XVI.

## Descrição
A freguesia do Moledo fica situada no Planalto da Cesareda, no Município da Lourinhã, e no distrito de Lisboa. Dista apenas 8 km da sede do Município.
O topónimo “Moledo” deriva do baixo-latim molletum, que significa “rochedo”, relacionando-se, assim, com a topografia do território em que se integra.
Nesta freguesia existiu, em tempos longínquos, um palácio onde terá vivido D. Inês de Castro. Por diversas vezes D. Pedro aí a visitou. Este é um facto histórico que, mesmo sem estar inteiramente confirmado, permitiu àquela habitação ser imortalizada.
Destaca-se, no seu património cultural e edificado, a Igreja Matriz, de construção renascentista, que tem no seu interior um lambril de azulejos do século XVII, do tipo tapete. O tecto está coberto de pinturas de arabesco. Os moinhos de vento e a vasta zona florestal que rodeia a freguesia são, também, importantes atractivos turísticos.
Em termos administrativos, o Moledo depois de ter pertencido à freguesia de Óbidos, passou para o da Lourinhã depois da grande reforma administrativa de 6 de Novembro de 1836. A nível eclesiástico foi um curato de apresentação do Cabido da Sé de Lisboa.
Moledo é mais uma freguesia do nosso país onde a prática agrícola é, ainda, uma importante fonte de rendimento para a sua população. Esta actividade sofreu, porém, grandes evoluções nas últimas décadas, permitindo que se aumentasse a produção com o aumento da mecanização, e ao mesmo tempo, que se diminuísse consideravelmente a necessidade de mão de obra. Assim, a população que deixou de trabalhar nos campos teve de procurar outros meios de sobrevivência, como foi o caso da construção civil.
Presidente da Junta: Alexandre Manuel de Jesus Maurício

## Heráldica
Brasão: escudo de ouro, duas armações de moinho de negro, cordoadas do mesmo e vestidas de azul e dois corações justapostos, de vermelho, tendo sobreposta uma coroa aberta, de azul com pedraria de prata, tudo bem ordenado; um monte de verde em campanha.
Coroa mural de prata de três torres. 
Listel branco, com a legenda a negro: "MOLEDO - LOURINHÃ".
Bandeira: azul. Cordão e borlas de ouro e azul. Haste e lança de ouro.
Selo: nos termos da Lei, com a legenda: "Junta de Freguesia de Moledo - Lourinhã".
Símbolos:
Armações de Moinho: Representam o carácter rural da freguesia e os locais de interesse turístico.
Coroações e coroa: representam o amor de D. Pedro e D. Inês de Castro, do qual, segundo a tradição, a freguesia de Moledo foi testemunha, pois aqui existiu um palácio que foi residência e refúgio de ambos.
Monte: Representa a localização da freguesia, no planalto da Cesareda.
Parecer favorável da Associação dos Arqueólogos Portugueses a 17 de Setembro de 2002
Registado na Direcção Geral das Autarquias Locais com o n.º 336/2002, de 20 de Novembro
Publicado em Diário da República n.º 261, III Série, de 12 de Novembro de 2002

## Dados Estatísticos
A área da Freguesia é de 700 ha. Na Freguesia de Moledo existem 426 homens e mulheres e o número de homens reduz-se a 209, com a existência nesta freguesia de 170 famílias, 294 alojamentos e 289 edifícios.
Taxa de analfabetismo (2): 17,3.
Ensino (2): Primário - 274; Preparatório - 54; Secundário - 38; Outros - 4.
(1) Dados preliminares dos Censos 2001
(2) Dados dos Censos 1991

## População

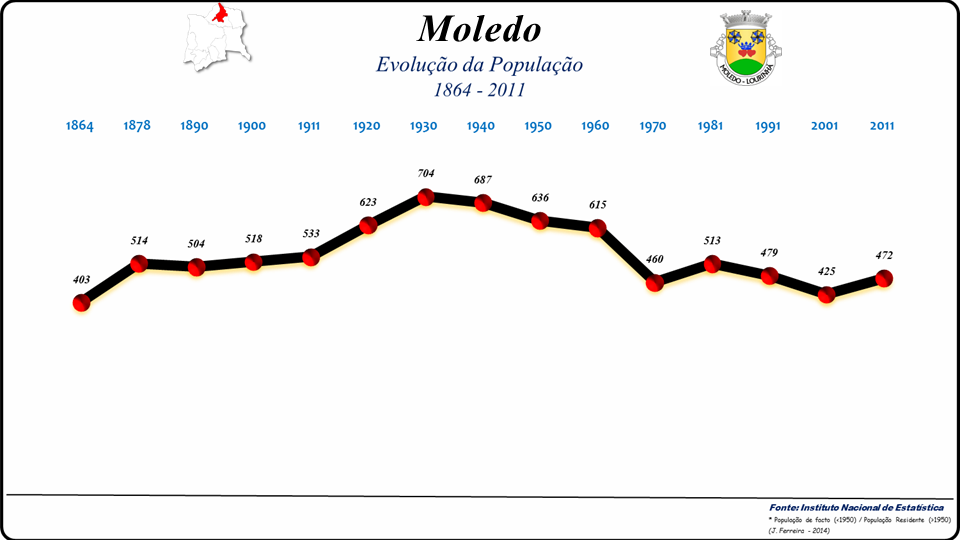
Evolução da População 1864 / 2011

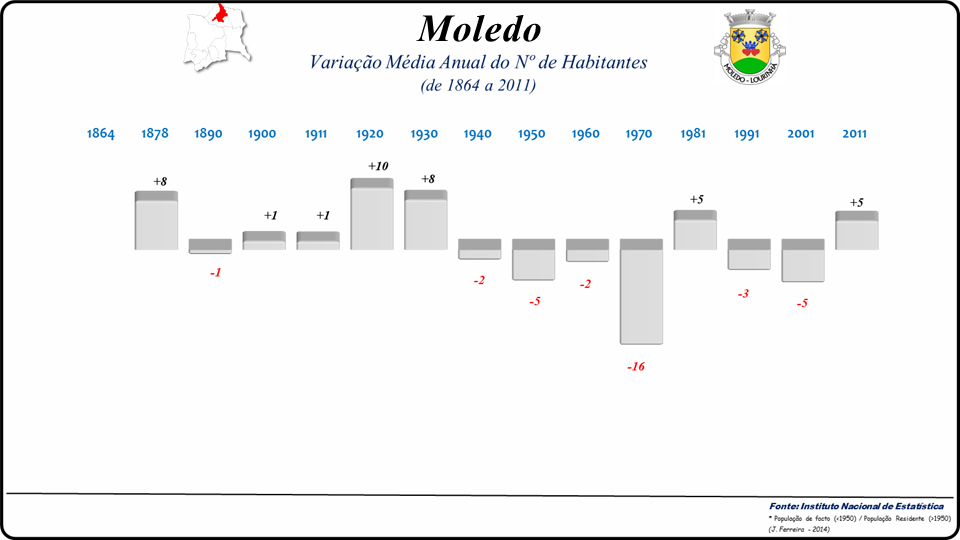
Variação da População 1864 / 2011

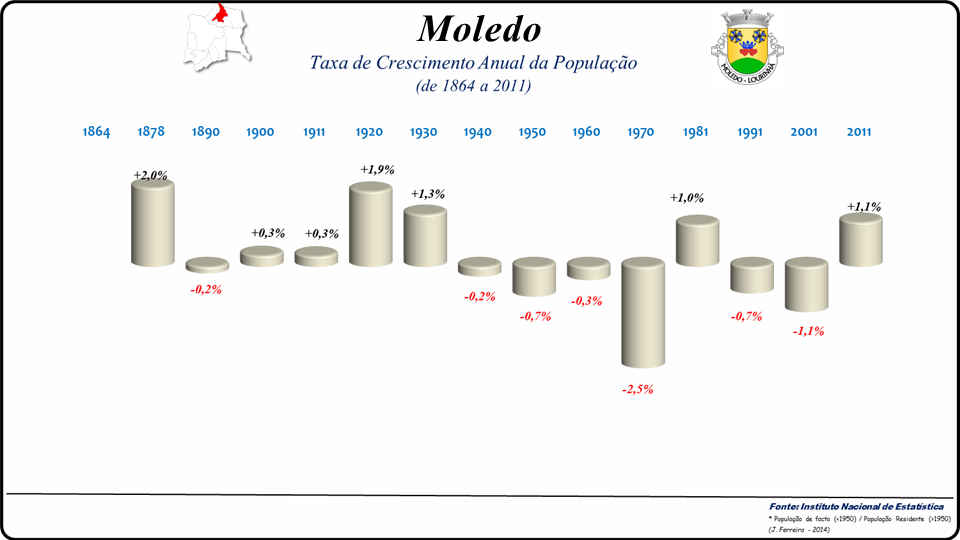
Variação da População 1864 / 2011

| População da freguesia de Moledo | População da freguesia de Moledo | População da freguesia de Moledo | População da freguesia de Moledo | População da freguesia de Moledo | População da freguesia de Moledo | População da freguesia de Moledo | População da freguesia de Moledo | População da freguesia de Moledo | População da freguesia de Moledo | População da freguesia de Moledo | População da freguesia de Moledo | População da freguesia de Moledo | População da freguesia de Moledo | População da freguesia de Moledo |
| -------------------------------- | -------------------------------- | -------------------------------- | -------------------------------- | -------------------------------- | -------------------------------- | -------------------------------- | -------------------------------- | -------------------------------- | -------------------------------- | -------------------------------- | -------------------------------- | -------------------------------- | -------------------------------- | -------------------------------- |
| 1864                             | 1878                             | 1890                             | 1900                             | 1911                             | 1920                             | 1930                             | 1940                             | 1950                             | 1960                             | 1970                             | 1981                             | 1991                             | 2001                             | 2011                             |
| 403                              | 514                              | 504                              | 518                              | 533                              | 623                              | 704                              | 687                              | 636                              | 615                              | 460                              | 513                              | 479                              | 425                              | 472                              |

; 
;
;